# Lola Versus
Pour plus de détails, voir Fiche technique et Distribution.
Lola Versus est une comédie romantique américaine réalisée par Daryl Wein (en). Le film est sorti le 28 novembre 2012.

## Synopsis
Quittée par son fiancé peu de temps avant leur mariage, Lola se remet en question. Entre son ex, son meilleur ami et sa meilleure copine, elle expérimente de nouvelles relations,  essaie de retrouver son équilibre et un sens à sa vie.

## Fiche technique
- Titre : Lola Versus
- Réalisation : Daryl Wein (en)
- Scénario : Daryl Wein (en) et Zoe Lister-Jones
- Directeur de la photographie : Jakob Ihre
- Montage : Suzy Elmiger et Susan Littenberg
- Musique : Phil Mossman et Fall On Your Sword
- Décor : Peter Baran
- Costume : Jenny Gering
- Producteur : Jocelyn Hayes, Michael London et Janice Williams
  - Coproducteur : Matthew Myers
  - Producteur délégué : Philip Moross
  - Producteur associé : Jonathan Starch
- Production : Groundswell Productions
- Distribution : Fox Searchlight Pictures
- Pays de production:  États-Unis
- Genre : Comédie romantique
- Durée : 87 minutes
- Date de sortie : 28 novembre 2012

## Distribution
- Greta Gerwig (VFB : Delphine Moriau) : Lola
- Joel Kinnaman (VFB : Nicolas Matthys) : Luke
- Zoe Lister-Jones (VFB : Célia Torrens) : Alice
- Hamish Linklater (VFB : Alexandre Crépet) : Henry
- Cheyenne Jackson : Roger
- Bill Pullman (VFB : Olivier Cuvellier) : Lenny
- Debra Winger (VFB : Guylaine Gibert) : Robyn
- Ebon Moss-Bachrach (VFB : David Manet) : Nick Oyster
- Maria Dizzia : Une femme
- Jay Pharoah : Roger
- Kathryn Kates : Randy
- Omar Hernández : Le directeur du club

Source et légende : Version francophone belge (V. F.B.) sur le carton du doublage en français sur le DVD zone 2.